# Mychajlo Doroschenko

Wappen Doroschenkos

Mychajlo Doroschenko (ukrainisch Михайло Дорошенко; † 1628 bei Kaffa, Krim) war zwischen 1623 und 1628 Hetman der registrierten Kosaken in der Ukraine.
Mychajlo Doroschenko wurde 1616 Oberst der Kosaken und nahm an Petro Sahaidatschnyjs Feldzug gegen das Zarentum Russland und an der Schlacht bei Chocim 1621 teil.
Nachdem die Rebellion der registrierten Kosaken unter ihrem Hetman Marko Schmailo (Марко Жмайло) gegen die Polen gescheitert war, wurde er 1623 Hetman der registrierten Kosaken. Am 5. November 1625 unterzeichnet Doroschenko den Vertrag von Kurukowe mit dem Vertreter der polnischen Krone Stanisław Koniecpolski. 1626 führte er die registrierten Kosaken gegen die Saporoger Kosaken, da diese gegen den abgeschlossenen Vertrag waren. Im Anschluss engagierte er sich inneren Angelegenheit des Krim-Khanats. Er starb 1628 während der Belagerung von Kaffa auf der Krim.
Mychajlo Doroschenko war der Großvater von Petro Doroschenko.